# Понтонный парк капитана А. Немого обр. 1750 г
Понтонный парк капитана А. Немого обр. 1750 г. предназначен для оборудования мостовых переправ под грузы 3,5 т и паромных переправ под грузы 5 и 8 т.
Понтонный парк принят на вооружение в 1759 г.
Модернизированный парк состоял на вооружении до 1910 года.

## Техническое описание
Понтонный парк состоял из парусиновых понтонов.
Каркасно-парусиновый понтон собирается из брусьев и обтягивается парусиной, которая прибивается к верхнему поясу медными гвоздями.
Понтон:
- длина понтона по верху — 6,4 м;
- длина понтона по низу — 5 м;
- ширина понтона — 1,68 м;
- высота — 71 см;
- вес понтона — 230 кг;
- грузоподъемность понтона — 4,8 т.

### Технические характеристики
- грузоподъемность моста — 3,5 т;
- грузоподъемность паромов — 5 и 8 т;
- ширина проезжей части — 3 м;
- допустимая скорость течения — 1,5 м/с.